# Emilie Schindler
Emilie Schindler (Alt Moletein, 22 de outubro de 1907 – Berlim, 5 de outubro de 2001) trabalhou em conjunto com o marido, Oskar Schindler, para salvar 1200 judeus durante a Segunda Guerra Mundial. Os seus esforços foram a inspiração para o livro Schindler's Ark, de 1982, e em 1993 para o filme A Lista de Schindler, do diretor e produtor Steven Spielberg.

## Vida
Nascida como Emilie Pelzl, no vilarejo de Alt Moletein, na então Áustria-Hungria, (agora República Tcheca). Filha de Josef Pelzl, um fazendeiro, e Marie Pelzl. Ela também tinha um irmão mais velho, Franz.
Na infância em Alt Moletein, Emilie estava muito afeiçoada com a natureza e os animais. Também se interessou por um grupo de ciganos, que iriam parar no acampamento perto da vila de Alt Moletein durante alguns dias. Emilie ficou bastante fascinada com o estilo de vida nômade, e intrigada com a música e as histórias.
Na sua aldeia, ela se tornou amiga de uma jovem judia, Rita Reif. O pastor local, que era um antigo amigo da família, lhe instruiu que amizade com um judeu não é bom. No entanto, a sua amizade com Rita foi mantida até ela ser assassinada por nazistas na frente da loja de seu pai em 1942.

## Casamento e vida com Oskar Schindler
A primeira vez que Emilie viu Oskar foi em 1928 quando ele foi à fazenda de seu pai em Alt Moletein para lhe vender motores elétricos. Ela se casou com Schindler em 6 de março de 1928 numa pousada nos arredores de Zwittau (cidade natal de Oskar).
Ela se separou do marido, em 1957, e embora não tivessem se divorciado, eles nunca mais se viram novamente. No seu livro "Onde a Luz e a Sombra se Encontram", Emilie lembra como ela debatia tentando entender-lhe:
| “ | A despeito de suas falhas, Oskar tinha um grande coração, e estava sempre pronto a ajudar quem estava em necessidade. Ele era bondoso, por natureza, extremamente generoso, caridoso, mas ao mesmo tempo, imaturo. Constantemente ele mentiu e me enganou, e depois retornou pedindo desculpas, como um garoto que pede para ser perdoado mais uma vez por suas travessuras — e depois íamos começar tudo de novo… | ” |

## Morte
Emilie viveu por muitos anos na Argentina. Ela faleceu em um hospital em Berlim, na Alemanha depois de efeitos de um acidente vascular cerebral, aos 93 anos de idade. Ela está enterrada no cemitério de Waldkraiburg, na Alemanha, cerca de uma hora de distância de Munique. Em sua lápide estão gravadas as datas de nascimento e de óbito, uma cruz, e as palavras "Wer einen Menschen Rettet, Rettet die Ganze Welt". Traduzindo para o português, isso significa, "Quem salva uma vida salva o mundo inteiro."

## Legado
Emilie foi homenageada por várias organizações judaicas pelos seus esforços durante a Segunda Guerra Mundial. Em maio de 1994, ela recebeu o prêmio Justos entre as Nações de Yad Vashem, juntamente com Miep Gies, a mulher que escondeu Anne Frank e sua família na Holanda durante a guerra.
No final do filme A Lista de Schindler, Emilie Schindler coloca uma pedra sobre o túmulo de Oskar Schindler, juntamente com muitos dos judeus de Schindler.